# Большая Дивенка
Больша́я Ди́венка — деревня во Мшинском сельском поселении Лужского района Ленинградской области.

## История
Впервые упоминается в писцовой книге Водской пятины 1500 года, как деревня Дивно в Спасском Орлинском погосте Копорского уезда Водской пятины. Деревня была приписана к приходу Спасо-Преображенской церкви в селе Орлино.
Затем, как пустошь Difna Ödhe в Орлинском погосте в шведских «Писцовых книгах Ижорской земли» 1618—1623 годов.
Обозначена на карте Ингерманландии А. И. Бергенгейма, составленной по материалам 1676 года, как деревня Diurna.
Упоминается на шведской «Генеральной карте провинции Ингерманландии» 1704 года как деревня Duinabÿ.
Как деревня Дюна, обозначается на «Географическом чертеже Ижорской земли» Адриана Шонбека 1705 года.
На карте Санкт-Петербургской губернии Я. Ф. Шмидта 1770 года, упоминается как деревня Диванка.
Но на карте Санкт-Петербургской губернии 1792 года А. М. Вильбрехта, обозначена уже как Большая Дивенка.
В 1796 году владельцем деревни становится генерал-лейтенант Гатчинских войск и главнокомандующий Гатчиной, а впоследствии генерал-прокурор Российской империи Пётр Хрисанфович Обольянинов. 

БОЛЬШАЯ ДИВИНЬКА — деревня принадлежит генералу от инфантерии Петру и подполковнику Михаилу Обольяниновым, жителей по ревизии: 72 м. п., 86 ж. п. (1838 год)

На карте Ф. Ф. Шуберта 1844 года и С. С. Куторги 1852 года, обозначена как деревня Большая Дивинка, состоящая из 21 двора.

ДИВЕНКА БОЛЬШАЯ — деревня господина Обольянинова, по просёлочной дороге, число дворов — 31, число душ — 74. (1856 год)

ДИВЕНКА БОЛЬШАЯ — деревня владельческая при колодце, число дворов — 29, число жителей: 87 м. п., 103 ж. п. (1862 год)

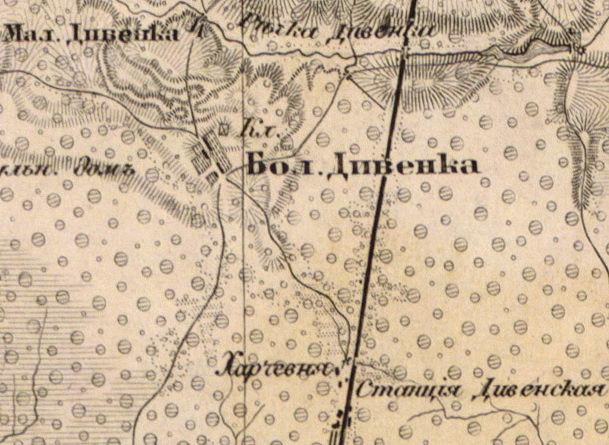
План деревни Большая Дивенка. 1863 года

В 1866 году временнообязанные крестьяне деревни выкупили свои земельные наделы у Е. М. Всеволожской и стали собственниками земли.
В XIX — начале XX века деревня административно относилась к Рождественской волости 2-го стана Царскосельского уезда Санкт-Петербургской губернии.
По данным «Памятной книжки Санкт-Петербургской губернии» за 1905 год имение Большая Дивенка принадлежало наследникам унтер-офицера С. Д. Волкова.
С 1917 по 1923 год деревня Большая Дивенка входила в состав Дивенского сельсовета Рождественской волости Детскосельского уезда.
С 1923 года, в составе Гатчинского уезда.
С августа 1927 года, в составе Лужского района.
С января 1932 года, в составе Красногвардейского района.
По данным 1933 года деревня Большая Дивенка входила в состав Дивенского сельсовета Красногвардейского района.
В 1939 году население деревни Большая Дивенка составляло 310 человек.
C 1 августа 1941 года по 31 декабря 1943 года деревня находилась в оккупации.
В 1958 году население деревни Большая Дивенка составляло 182 человека.
С июля 1959 года, в составе Орлинского сельсовета Гатчинского района.
С мая 1961 года, в составе Рождественского сельсовета Гатчинского района.
По данным 1966, 1973 и 1990 годов деревня Большая Дивенка входила в состав Мшинского сельсовета Лужского района.
В 1997 году в деревне Большая Дивенка Мшинской волости проживали 129 человек, в 2002 году — 100 человек (русские — 97 %).
В 2007 году в деревне Большая Дивенка Мшинского СП — 102.

## География
Деревня расположена в северной части района на автодороге 41К-250 (Большая Ящера — Кузнецово).
Расстояние до административного центра поселения — 28 км.
Расстояние до ближайшей железнодорожной платформы Дивенская — 3 км.
Деревня находится на правом берегу реки Дивенка.

## Демография
| 1862 | 2007 | 2010 | 2017 |
| ---- | ---- | ---- | ---- |
| 190  | ↘102 | ↗122 | ↘102 |

## Транспорт
Автобусное сообщение в деревне отсутствует.

## Инфраструктура
Близ деревни находится садоводство «Северный куст».

## Улицы
Северная.